# Bruce Malmuth
Bruce Malmuth (Brooklyn, 4 febbraio 1934 – Los Angeles, 29 giugno 2005) è stato un regista e attore statunitense.
È un regista noto per aver diretto i film I falchi della notte e Duro da uccidere.
Ha collaborato in alcuni film dell'amico John G. Avildsen, dove si nota spesso in qualche piccolo cameo.

## Filmografia

### Regista
- Fore Play (1975)
- ABC Afterschool Specials episodio The Heartbreak Winner - serie TV (1980)
- I falchi della notte (Nighthawks) (1981)
- The Man Who Wasn't There (1983)
- Io vi salverò (Where Are the Children?) (1986)
- Ai confini della realtà episodio The After Hours - serie TV (1986)
- La bella e la bestia (Beauty and the Beast) - serie TV, episodio Sticks and Stones (1989)
- Duro da uccidere (Hard to Kill) (1990)
- Giochi pericolosi (Pentathlon) (1994)

### Attore
- The Man Who Wasn't There (1983)
- Per vincere domani - The Karate Kid (1984)
- Karate Kid II - La storia continua... (1986)
- Io vi salverò (Where Are the Children?) (1986)
- Un'idea geniale (1987)
- Conta su di me (1989)
- Giochi pericolosi (Pentathlon) (1994)

### Sceneggiatore
- Giochi pericolosi (Pentathlon) (1994)

### Aiuto regista
- Un'idea geniale (Happy New Year) (1987)